# Mirville
Mirville ist eine französische Gemeinde mit 354 Einwohnern (Stand: 1. Januar 2022) im Département Seine-Maritime in der Region Normandie. Sie gehört zum Arrondissement Le Havre und zum Kanton Bolbec.

## Geographie
Mirville liegt etwa 27 Kilometer ostnordöstlich von Le Havre im Pays de Caux. Mirville wird umgeben von den Nachbargemeinden Vattetot-sous-Beaumont im Norden und Nordosten, Nointot im Osten und Südosten, Saint-Jean-de-la-Neuville im Süden, Beuzeville-la-Grenier im Westen und Südwesten sowie Bréauté im Westen und Nordwesten.

## Bevölkerungsentwicklung
| 1962                      | 1968 | 1975 | 1982 | 1990 | 1999 | 2006 | 2013 |
| ------------------------- | ---- | ---- | ---- | ---- | ---- | ---- | ---- |
| 247                       | 211  | 203  | 232  | 287  | 318  | 294  | 334  |
| Quelle: Cassini und INSEE |      |      |      |      |      |      |      |

## Sehenswürdigkeiten
- Kirche Saint-Quentin aus dem 12. Jahrhundert
- Reste der Turmhügelburg aus dem 11. Jahrhundert
- Schloss Mirville aus dem 16. Jahrhundert
- Viadukt von Mirville, Backsteineisenbahnbrücke von 1844

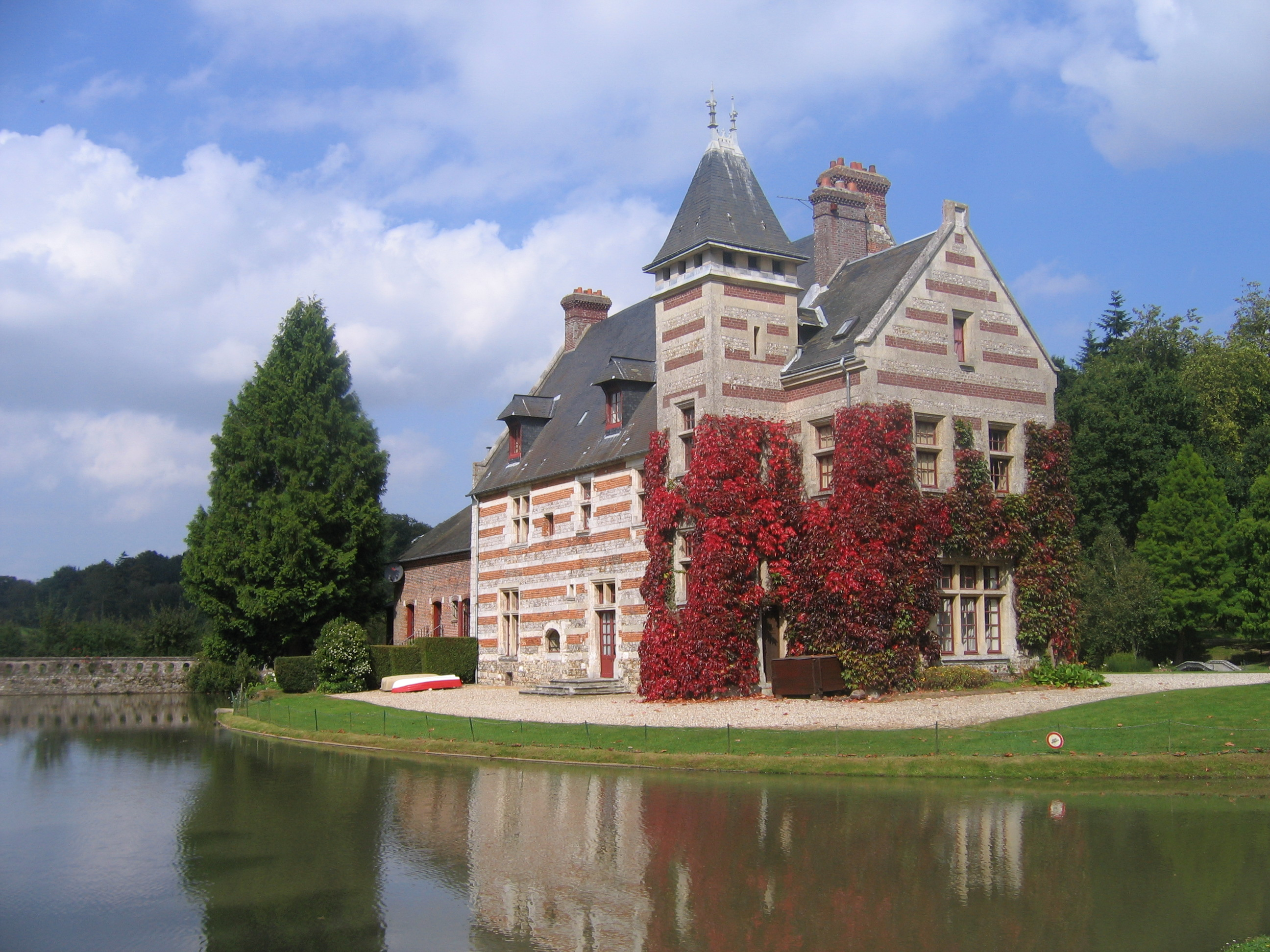
Schloss Mirville
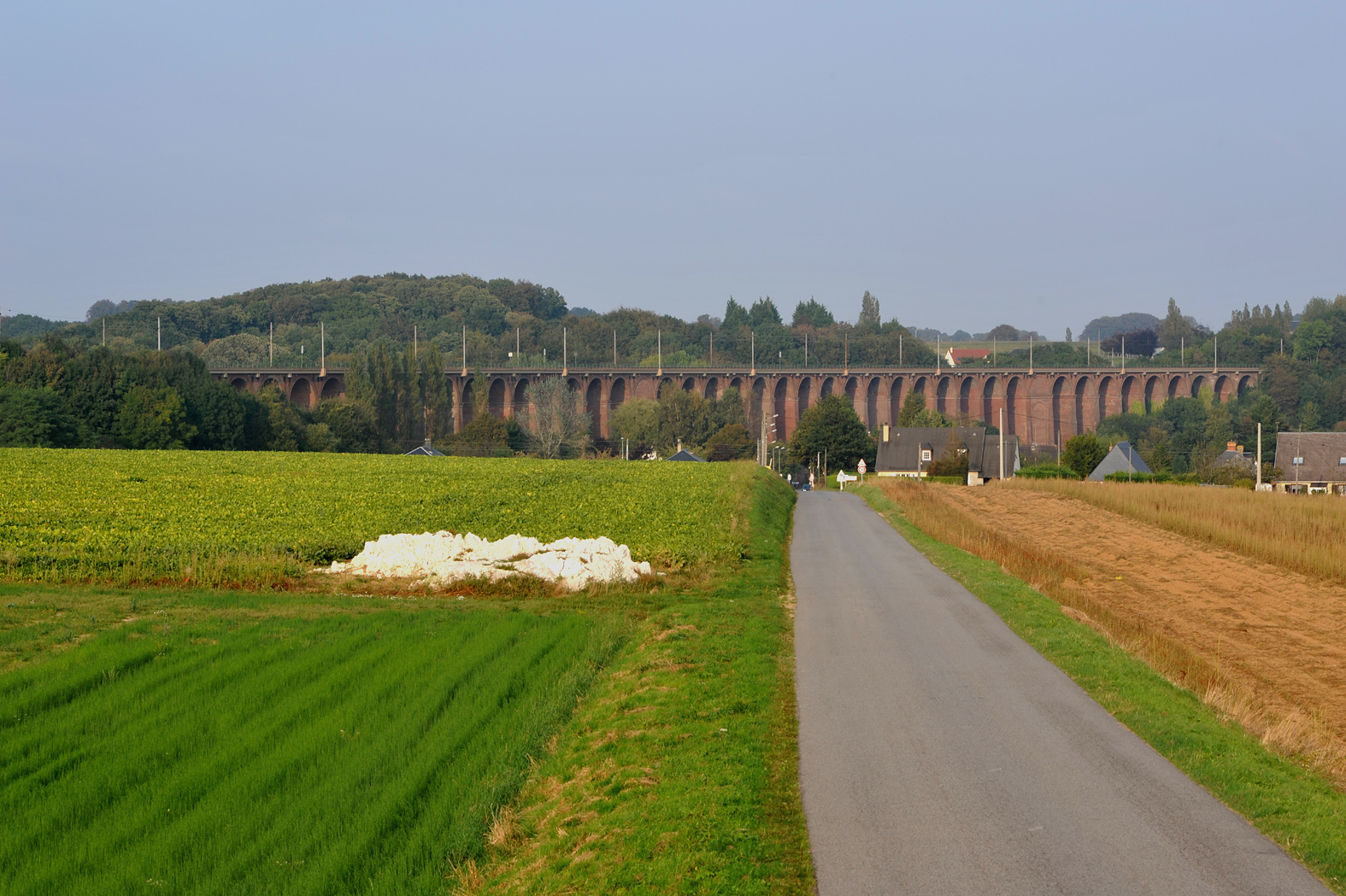
Viadukt von Mirville

## Trivia
Pierre de Coubertin (1863–1937), der in Mirville aufgewachsen war, wurde 1888 zum Mitglied des Gemeinderates gewählt.